# Calatravabruggen

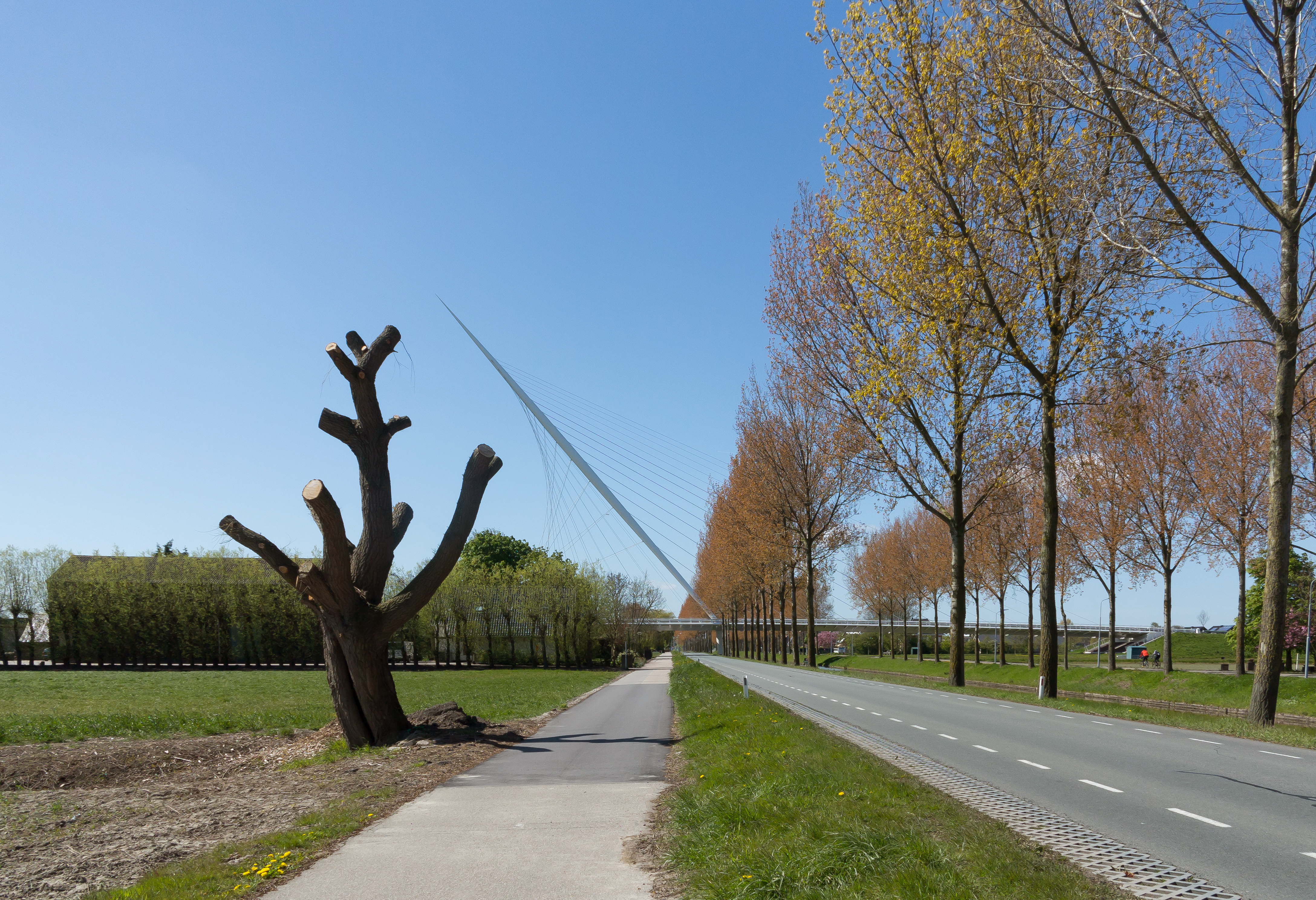
Calatravabrug de Harp

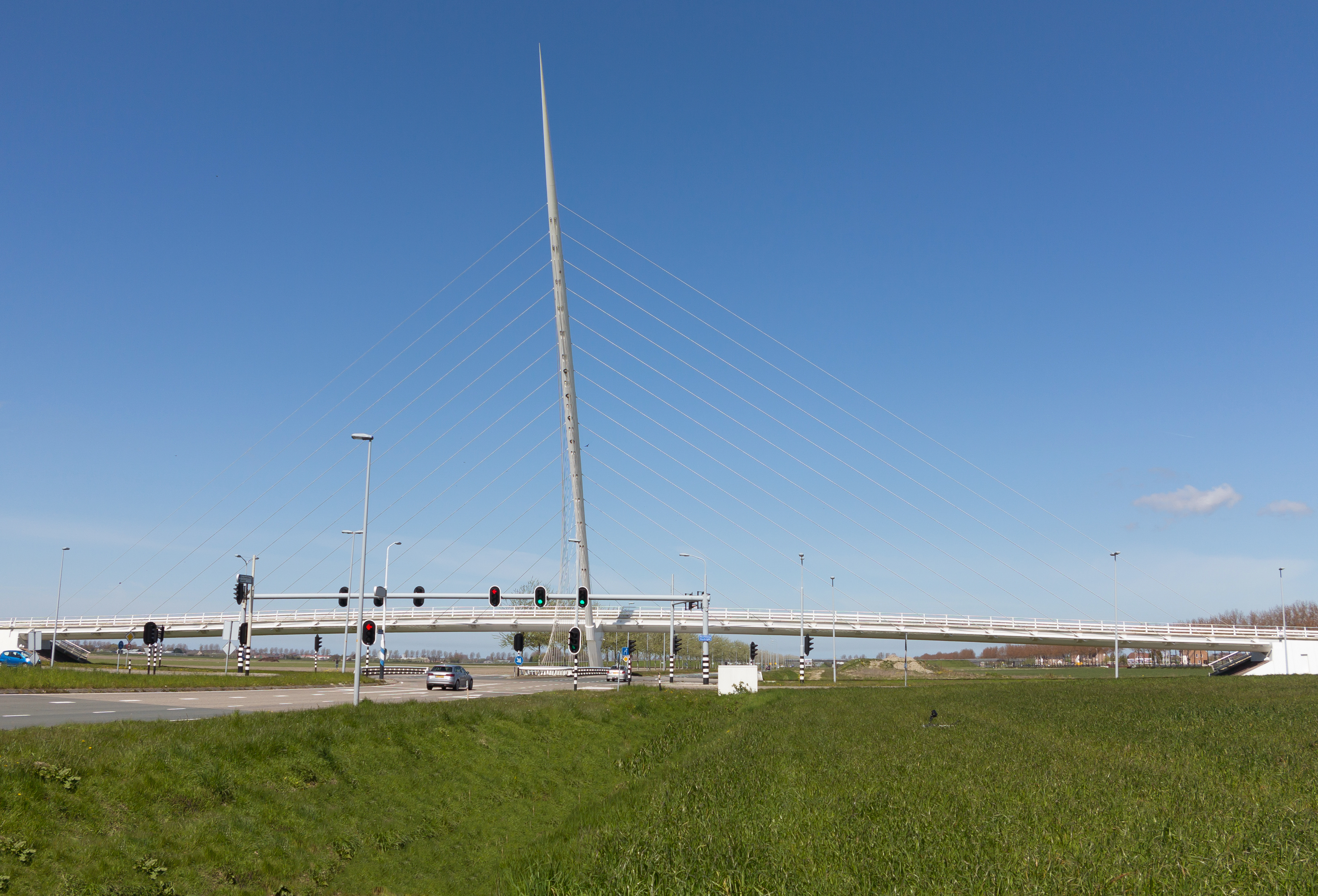
Calatravabrug de Citer

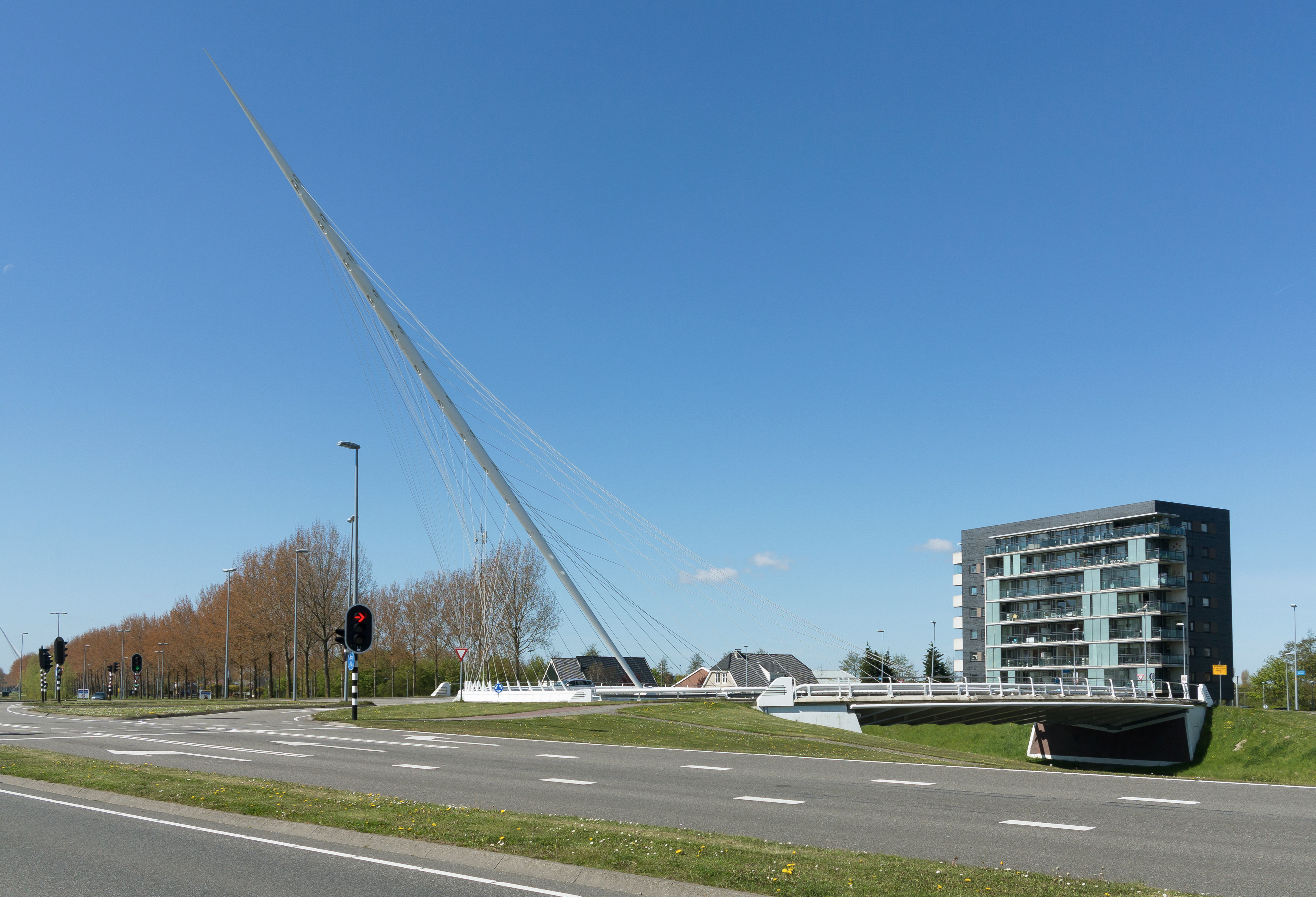
Calatravabrug de Luit

De Calatravabruggen zijn drie bruggen over de Hoofdvaart in de Nederlandse gemeente Haarlemmermeer, ontworpen door de Spaanse architect Santiago Calatrava. De opdracht ervoor werd hem in 1999 verstrekt. Calatrava ontwierp drie witte tuibruggen, elk met een hellende stalen pyloon die zowel een esthetische als een constructieve functie heeft - typerend voor het werk van de Spanjaard.
De bruggen kregen vanwege de op snaren gelijkende tuien de namen van de instrumenten Harp, Citer en Luit. Voor die namen werd gekozen na een door de gemeente uitgeschreven prijsvraag.
De bruggen werden in 2003 opgeleverd en op 1 juli 2004 officieel in gebruik genomen, door koningin Beatrix.

## De bruggen
Van noord naar zuid:
- Luit: voert de Maria Tesselschadelaan over de Hoofdvaart in Hoofddorp. De brug dient tevens als rotonde. Lengte pyloon: 48 m.
- Citer: eigenlijk twee bruggen. Een semi-fietsbrug parallel aan de Hoofdvaart over de Nieuwe Bennebroekerweg, en een autobrug over de Hoofdvaart. Lengte pyloon: 62 m.
- Harp: brug in de Noordelijke Randweg bij Nieuw-Vennep over de Hoofdvaart. De brug is 143 m lang. Lengte pyloon: 82 m.

De Hoofdvaart vormt sinds de droogmaking van het Haarlemmermeer in 1852 de as van de polder. De vaart is van belang voor de waterhuishouding: dwarsvaarten komen uit in de Hoofdvaart, en twee gemalen, Leeghwater in het zuiden en Lijnden in het noorden, pompen het water uit de Hoofdvaart de polder uit. Bovendien loopt aan weerszijden van de vaart de Hoofdweg, een belangrijke verbinding voor lokaal noord-zuidverkeer. De bruggen van Calatrava zijn bedoeld om deze ruggengraat van de polder te markeren met prominente objecten. Het gemeentebestuur wilde de flinke economische groei van vooral Hoofddorp in de voorgaande decennia visueel vastleggen met markante architectuur.

## Kosten
Binnen de gemeente Haarlemmermeer was de bouw van de bruggen een omstreden project, vanwege de hoge kosten en het door tegenstanders megalomaan genoemde idee om de gemeente met de bruggen 'op de kaart te zetten'. Velen vonden de extravagante bruggen veel te fors voor de relatief smalle Hoofdvaart. Voor de bouw was in 1999 16,4 miljoen euro beschikbaar gesteld, maar de uiteindelijke bouwkosten bedroegen 28,8 miljoen euro. Een van de extra kostenposten ontstond toen duidelijk werd dat een zwaardere constructie vereist was, waardoor ook een stevigere fundering nodig was.
In april 2007 werd bekend dat er minimaal 5 miljoen euro uitgetrokken moest worden voor het herstel van de bruggen, vanwege het optreden van roest.
In augustus 2013 waren volgens een raadslid de kosten inclusief herstel en onderhoud opgelopen tot 50 miljoen euro, terwijl men aanvankelijk uitging van een maximum van 20 miljoen.